# Tchien-kung
Tchien-kung (čínsky 天宫, pchin-jin: Tiāngōng; česky: Nebeský palác) byla série tří čínských stanic určených pro testování všech činností potřebných pro výstavbu velké modulární vesmírné stanice, především setkávání a spojování kosmických těles. Po vypuštění prvních dvou plánovaných stanic Tchien-kung 1 v roce 2011 a Tchien-kung 2 v roce 2016 byl záměr vypustit třetí testovací laboratoř zrušen a Čína začala v roce 2021 budovat Vesmírnou stanici Tchien-kung.

## Popis stanice
Záměr Číny postavit vesmírnou stanici spatřil světlo světa v roce 1998. Model stanice byl poprvé představen 25. ledna 2009 v čínské televizi CCTV.
Řada Tchien-kung byla odvozena od kosmické lodi Šen-čou, nicméně s výraznými odlišnostmi. Stanice se skládaly ze dvou základních částí, válcových modulů o různých délkách a průměrech, spojených 1,1 metru dlouhou kónickou sekcí, v níž byla umístěna většina zásob systému zabezpečení životních podmínek. 
Obytný modul o celkové délce 5 metrů a průměru 3,35 metru byl ve své přední části vybaven androgynním stykovým uzlem APAS-89, analogickým k uzlům z modulu Kristall stanice Mir. K němu se připojovaly návštěvnické lodi, jejichž posádky mělo při přístup do stanice a stěhování materiálu k dispozici průlez o průměru 80 cm. Vybavení obytného modulu tvořilo okno pro vnější pozorování země, sklopný jídelní stůl, ovládací pult a 2 obytné kóje. Na povrchu modulu se nacházel rozlehlý radiátor termoregulačního systému.
Servisní modul měl délku 3,3 metru a průměr 2,5 metru. Byl osazen napájecím systémem s párem solárních panelů, pohonným systémem, systémem zajištění života a komunikačním systémem. Každé křídlo solárních panelů se skládalo ze 4 segmentů a dosahovalo celkových rozměrů 3,1 x 10 metrů. Celkové rozpětí solárních panelů tak bylo zhruba 23 metrů. Průměrný výkon křemíkových panelů dosahoval 2,5 kilowattů (kW), maximální 6 kW. Součástí napájecího systému dále byly stříbrozinkové akumulátory, které zabezpečovaly napětí 28 voltů (V) pro napájecí síť stanice. Optimální pozici panelů vůči Slunci zajišťovaly senzory a motory servisního modulu. 
Pohonný systém lodi, odvozený od kosmické lodi Šen-čou, byl vybaven párem hlavních raketových motorů YF-50D o tahu 2 x 490 newtonů (N) s vysokým expanzním poměrem a dále 24 menšími tryskami pro jemné manévry stanice, klopení, bočení a rotaci. Jako pohonné látky sloužila kombinace monometylhydrazinu a oxidu dusičitého. Ty byly uloženy ve čtyřech tancích o objemu 230 litrů a celkové kapacitě 1 tuny, pod tlakem 2 megapascalů (MPa). Tlakování systému zajišťovaly dva dvacetilitrové vysokotlaké tanky s dusíkem s pracovním tlakem 23 MPa.
Hmotnost stanice byla kolem 8,5 tuny, celková délka 10,4 metrů. Objem využitelného vnitřního prostoru činil 14,4 m3 (2.0 x 1.8 x 4.0 m).

## Seznam vypuštěných stanic

### Tchien-kung 1
Na oběžnou dráhu kolem Země stanici se startovní hmotností 8,5 tuny vynesla nosná raketa Dlouhý pochod 2F 29. září 2011. Dne 2. listopadu 2011 se ke stanici zkušebně připojila kosmická loď Šen-čou 8 bez posádky na palubě. V rámci testování se během svého letu od stanice jednou odpojila a znovu připojila. Další připojenou lodí byla 18. června 2012 loď Šen-čou 9 se tříčlennou posádkou včetně první čínské kosmonautky Liou Jang. Také tato loď se během své desetidenní návštěvy od stanice jednou odpojila a znovu připojila, stejně jako Šen-čou 10, která na třináctidenní společnou testovací misi přiletěla 13. června 2013. Čína poté nad stanicí s předpokládánou dvouletou životností ztratila kontrolu a v roce 2016 prohlásila misi za ukončenou. Stanice nakonec samovolně vstoupila do atmosféry a zanikla nad Pacifikem v noci z 1. dubna na 2. dubna 2018.

### Tchien-kung 2
Oproti své předchůdkyni se druhá stanice se startovní hmotnosti 8,6 tuny, vypuštěná 15. září 2016, lišila vnitřním experimentálním vybavením a doplněním o vnější 10 metrů dlouhou robotickou rukou. Při startu byl na vnějším povrchu stanice upevněn satelit Banxing 2, který se od ní později oddělil a v samostatném letu pořizoval fotodokumentaci. Ke stanici se 18. října 2016 připojila kosmická loď Šen-čou 11 s dvoučlennou posádkou, která během necelých 30 dní pobytu prováděla vědecké a technické experimenty a pozorování. O půl roku později, 22. dubna 2017, k Tchien-kung 2 odstartovala a v úspěšně se s ní spojila automatická kosmická loď Tchien-čou 1, která testovala postupy automatizovaného doplňování paliva a další technologie potřebné pro stavbu budoucí velké kosmické stanice. Před definitivním opuštěním stanice se od ní dvakrát a znovu se připojila. Tchien-kung 2 pak ještě testovala manévrování na oběžné dráze a 19. července 2019 řízeně zanikla v atmosféře nad jižním Tichým oceánem.

### Tchien-kung 3
Stanice Tchien-kung 3 měla být podle informací z roku 2014 vynesena na oběžnou dráhu v letech 2020-22.  Na základě výsledků předchozích dvou misí a zkušeností získaných čínskými vědci, techniky a kosmonauty byl v roce 2017 záměr na vypuštění třetí testovací stanice zrušen s tím, že Čína již přikročí k výstavbě velké orbitální stanice.
Ta pak byla skutečně zahájena vypuštěním centrálního modulu Tchien-che 29. dubna 2021. K obsluze Vesmírné stanice Tchien-kung budou sloužit lodě Šen-čou pro dopravu posádek a nákladní lodě Tchien-čou.